# Catapariprosopa
Catapariprosopa – rodzaj muchówek z rodziny rączycowatych (Tachinidae).

## Wybrane gatunki
- C. curvicauda Townsend, 1927[1]
- C. rubiginans (Villeneuve, 1932)[1]